# Will Grant Oliver Attenborough
Will Grant Oliver Attenborough (Londres,  26 de junho de 1991) é um ator inglês.
Will pertence a uma família de artista, pois é filho do diretor teatral Michael Attenborough e da atriz Karen Lewis. Tem como avós, Richard Attenborough (Lord Attenborough) e Sheila Sim. Também é sobrinho do naturalista britânico David Attenborough e da atriz Charlotte Attenborough.
Formado em inglês na Universidade de Cambridge, na TV estreou na série cômica da televisão britânica "Holding the Baby", no episódio "Au revoir l'amour" da segunda temporada, em 1998. Estreou no teatro em 2014, num dos papeis centrais a peça "Another Country". Também fez parte da montagem original da peça "Photograph 51", escrita pela dramaturga Anna Ziegler e dirigida por Michael Grandage, no papel do biólogo James Watson. A produção estreou no dia 5 de setembro de 2015 no Teatro Noël Coward e Attenborough trabalhou ao lado de Nicole Kidman, que fez o papel de Rosalind Franklin.
No cinema, após alguns curta metragens, estreou um longa metragem em Negação (2016). Também trabalhou no filme Dunkirk, de 2017, em "Hunter Killer" (Fúria em Alto Mar de 2018) e "Where Hands Touch" (2018).